# Poema epico
Un poema epico, appartenente al genere letterario dell'epica (derivante dal dal greco antico ἔπος?, èpos, "parola", e in senso più ampio "racconto", "narrazione") è un componimento in versi che narra le gesta, storiche o leggendarie, di un eroe o di un popolo, mediante le quali si conservava e tramandava la memoria e l'identità di una civiltà o di una classe politica, generalmente di guerrieri.

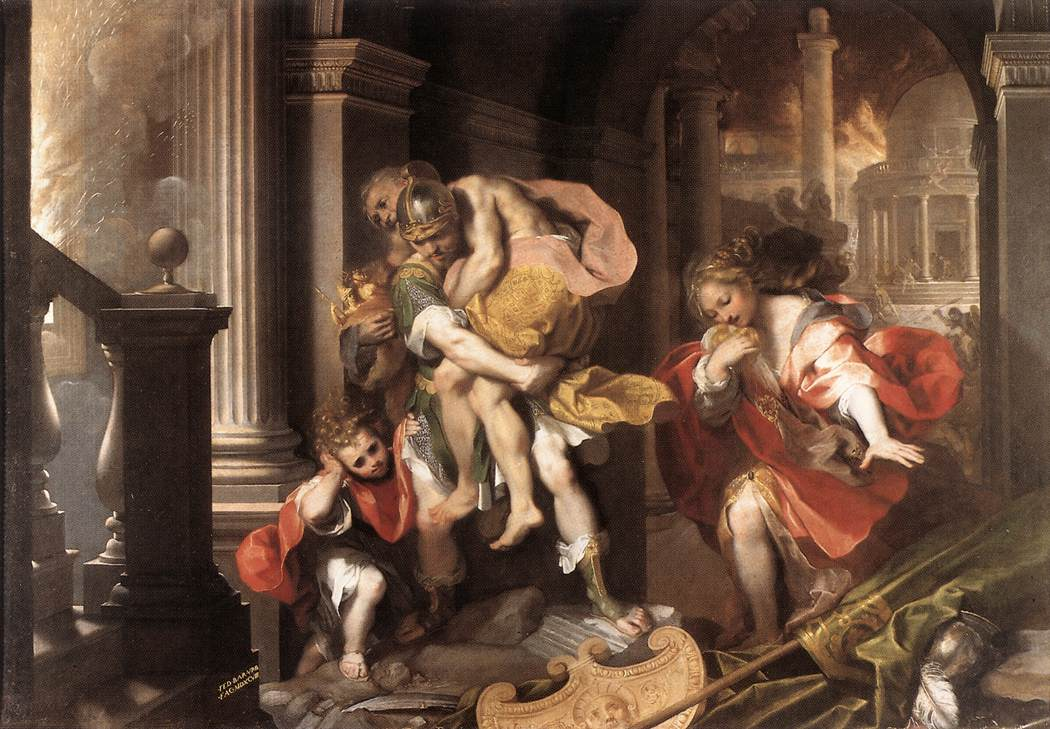
Fuga di Enea da Troia, di Federico Barocci, 1598 (Galleria Borghese, Roma)

L'epica narra il mythos (mito), cioè il racconto di un passato glorioso di guerre e di avventure, ed è stata la prima forma di narrativa, costituendo anche una sorta di enciclopedia del sapere religioso, politico ecc., trasmessa oralmente con un accompagnamento musicale da poeti-cantori.
I poemi epici di tutte le letterature si basano su un patrimonio di miti preesistente; i più antichi poemi epici che si conoscono sono i mesopotamici Atrahasis e l'epopea del re di Uruk, Gilgamesh, mentre i più lunghi poemi epici furono scritti in India: il Mahābhārata e il Rāmāyaṇa. I poemi epici più famosi in Occidente sono: l'Iliade e l'Odissea di Omero, l'Eneide di Virgilio, la Pharsalia di Lucano, le Argonautiche di Apollonio Rodio, la Tebaide di Stazio, il ciclo di Re Artù e dei Cavalieri della Tavola Rotonda (la cosiddetta "Materia di Bretagna"), la Chanson de Roland e le altre opere della "Materia di Francia", il Poema del mio Cid, il Beowulf, la Canzone dei Nibelunghi, l'Edda poetica, il Canto della schiera di Igor, l'Orlando Innamorato di Matteo Maria Boiardo, l'Orlando furioso di Ludovico Ariosto, la Gerusalemme liberata di Torquato Tasso, I Lusiadi di Luís de Camões, il Paradiso perduto di John Milton. Nell'Ottocento fu composto in Finlandia da Elias Lönnrot il Kalevala, poema epico che riprende le tradizioni del popolo finnico. Nel Novecento il poeta greco Nikos Kazantzakis elaborò un seguito dell'Odissea di Omero, definito dallo stesso autore «il più lungo epos della etnia caucasica».

## Struttura

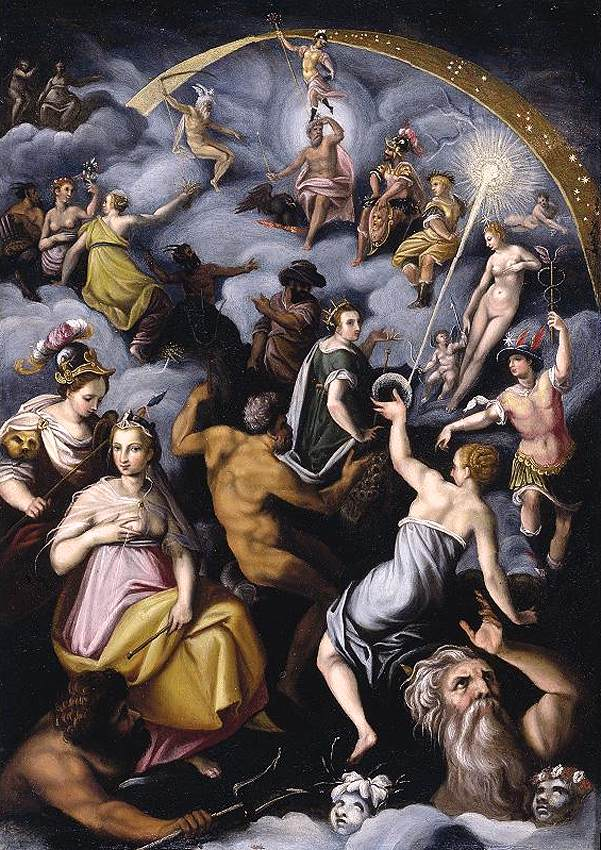
L'Assemblea degli Dèi, dipinto di Jacopo Zucchi (1575-1576) che illustra le divinità greche

Il fulcro dell'epica è costituito dalle gesta dell'eroe, che è sempre il personaggio più forte, brillante o astuto (Achille per la forza, Odisseo per l'astuzia, Ettore per la devozione alla patria, Enea per la pietas).
I segni distintivi del poema epico, oltre all'argomento trattato, riguardano anche lo stile e certi motivi ricorrenti. Il poema epico si apre sempre con una protasi, in cui, dopo l'invocazione alla Musa, viene brevemente presentato l'argomento trattato. Un poema epico è scritto in versi, il più antico dei quali è l'esametro. Frequenti sono i patronimici, attributi che qualificano la discendenza, spesso divina, dell'eroe, importanti anche perché conferiscono musicalità ai versi e ne facilitano la memorizzazione, dando vita a vere e proprie formule.
La poesia epica è legata fortemente alla tradizione orale: gli aedi cantavano di città in città il loro poema accompagnati dalla cetra e, data l'enorme quantità di versi da imparare a memoria per la recitazione, prediligevano i motivi ricorrenti (più facilmente memorizzabili). Perciò, insieme ai patronimici, altrettanto ricorrente è l'uso dell'epiteto, l'aggettivo che caratterizza l'eroe e ne sottolinea una determinata caratteristica straordinaria ("Achille piè veloce", "l'astuto Odisseo"). Così come intere scene si ripetono in forma fissa.
Ogni volta che sorge l'alba, l'Iliade e l'Odissea ricorrono alla stessa identica sequenza di parole, così come ogni volta che nell'Iliade un eroe veste le armi, o che nell'Odissea i marinai si imbarcano sulle navi o ne discendono. Nel libro VIII dell'Odissea, ad esempio, durante un banchetto serale alla corte dei Feaci, all'aedo Demodoco viene consegnata la lira e gli viene chiesto di cantare l'episodio del cavallo di Troia e della caduta della città. L'aedo doveva dunque conoscere a memoria tutto il contenuto dei poemi, così da recitarlo al momento della richiesta del suo pubblico. Dei poemi omerici non esisteva, infatti, alcuna copia scritta sino al periodo di auralità (VIII a.C.), conclusosi all'incirca con la fine dell'età classica.
Lo stile formulare era indispensabile in quest'opera di memorizzazione.

## Risvolti politici

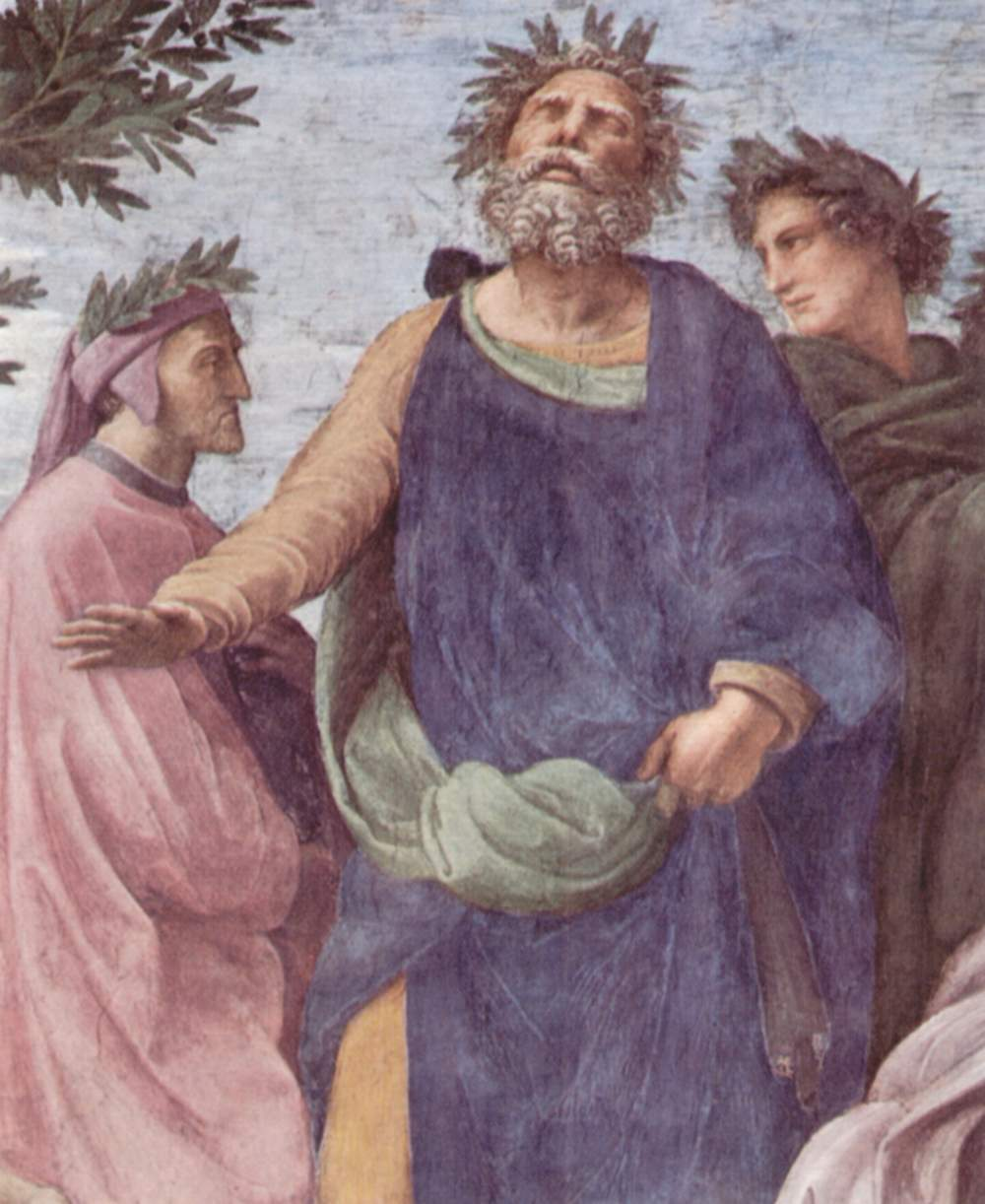
Dante, Omero e Virgilio, dettaglio dal Parnaso di Raffaello.

In un mondo in cui non esistevano i media moderni, la poesia epica era un canale di comunicazione ottimale, perciò fu usata in funzione politica. L'Eneide virgiliana è, ad esempio, spesso prodiga di riferimenti e lodi più o meno velate alla grandezza di Roma e del suo imperatore Augusto.
In tempi più vicini a noi, l'Orlando furioso ebbe un intento encomiastico esplicito, inventando addirittura personaggi estranei alla tradizione francese da cui prendeva ispirazione, solo per poter fare le lodi della famiglia estense da cui Ariosto dipendeva.

## Epica europea
Nel Medioevo e nel Rinascimento furono composti in Europa numerosi poemi epici, comunemente raccolti sotto la definizione di epica cavalleresca, perché narrano le imprese dei cavalieri medioevali.
Pur ispirandosi alla figura del cavaliere, questi poemi sono spesso molto diversi tra loro. Evidenti sono ad esempio le differenze tra due forme di narrazione epica nate entrambe in Francia: le chansons de geste (materia di Francia) e i romanzi cavallereschi del ciclo di re Artù (materia di Bretagna). Il principale poema epico spagnolo è invece il Poema del mio Cid.

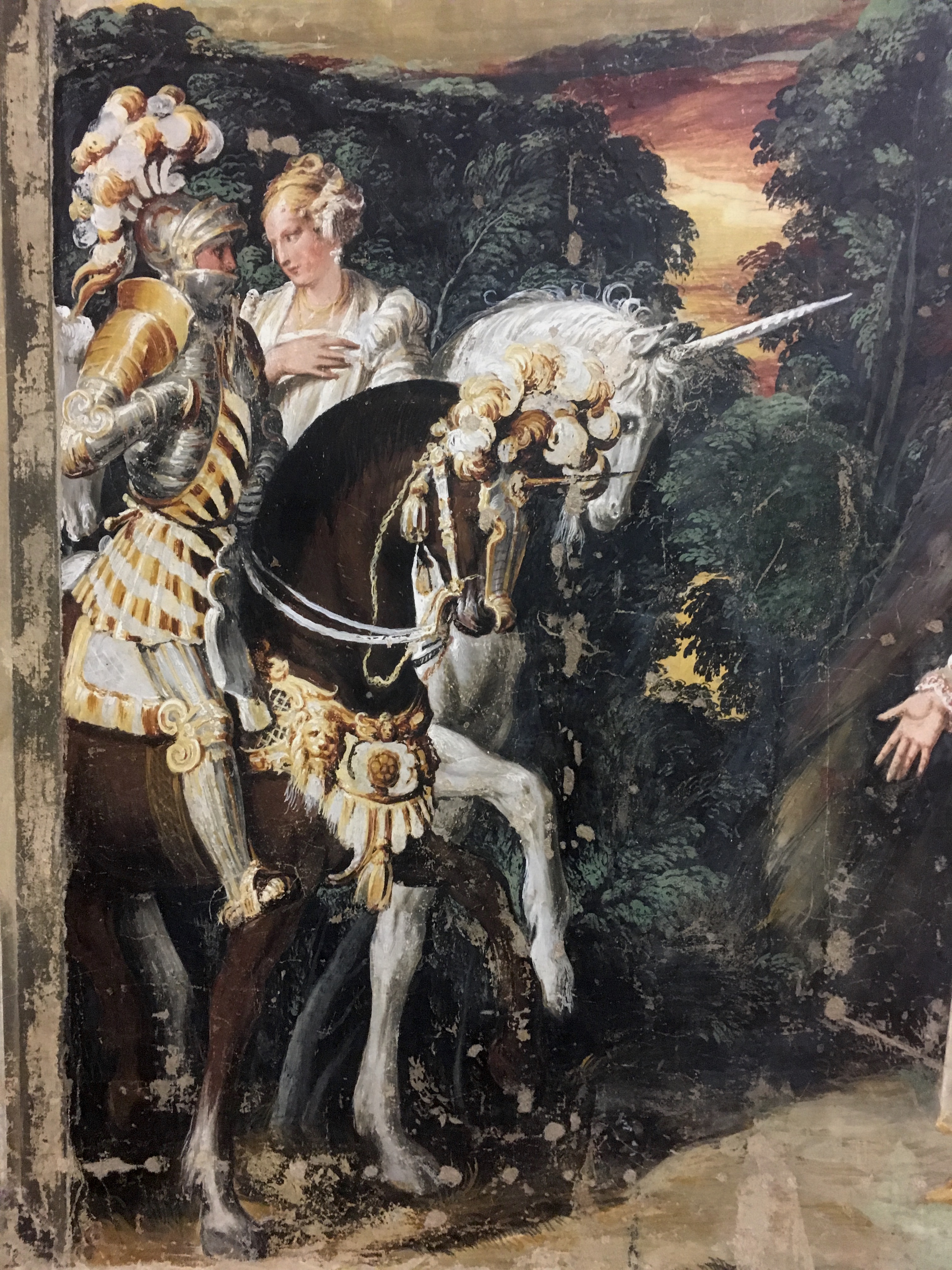
Una scena dell'Orlando Furioso affrescata a Palazzo Torfanini (Bologna)

I miti e le leggende dei popoli germanici trovarono la loro espressione più importante nel Nibelungenlied, nelle saghe leggendarie e nelle Saghe degli Islandesi, mentre gli sviluppi della poesia epica in Italia ci mostrano la trasformazione subita nel tempo dall'immagine del cavaliere: il passaggio dagli ideali e dai valori del Medioevo a quelli del mondo rinascimentali modifica profondamente le caratteristiche degli eroi, come risulta evidente, in particolare, 
nell'Orlando innamorato di Matteo Maria Boiardo, nell'Orlando furioso di Ludovico Ariosto e nella Gerusalemme liberata di Torquato Tasso.
Questi tre poemi hanno influenzato profondamente tutta la tradizione culturale e letteraria dell'Occidente. A essi, infatti, hanno continuato a richiamarsi autori di epoche successive, che li hanno considerati modelli di stile e grandi repertori di personaggi e temi, vicende e situazioni eroiche e avventurose. 
Altro esempio di poema epico, ma di origine nordica, è Beowulf, scritto in inglese antico, che rappresenta nella sua massima espressione la lotta tra il bene e il male.
In Russia va ricordato il medievale Canto della schiera di Igor (XII secolo), mentre in Finlandia nel XIX secolo fu scritto il Kalevala che riprende tradizioni e storie popolari del passato.

## Epica mediorientale
Due sono i filoni fondamentali che hanno alimentato nel corso dei secoli l'epica araba e turca.
Il primo si occupò soprattutto di descrivere le guerre di liberazione dei territori occupati dagli infedeli (XI e XII secolo); la narrazione esaltava l'astuzia e l'abilità dei combattenti musulmani e soprattutto l'umanità, la generosità e il coraggio del sovrano, tanto amato quanto venerato.

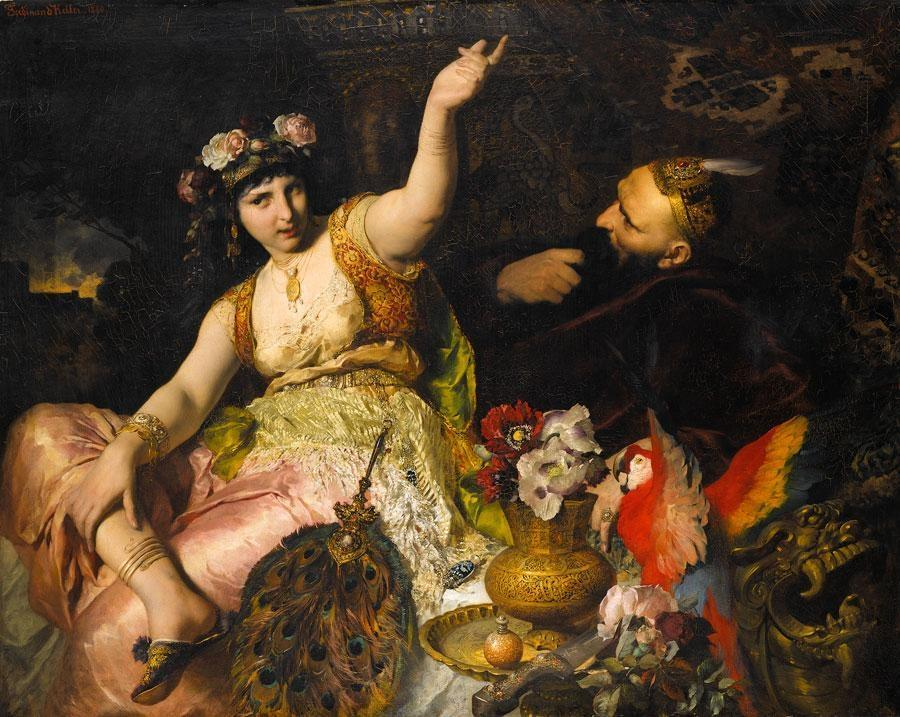
Shahrazād racconta le sue storie al principe Shāhriyār (dipinto di Ferdinand Keller)

Il secondo riguardò l'ampia raccolta di fiabe e novelle dal titolo Mille e una notte. La raccolta venne assemblata in Egitto nei secoli XIV e XV durante la dominazione dei Mamelucchi, ma si basava su una raccolta persiana risalente al VII secolo utilizzante molti racconti tratti dal vasto repertorio indiano. In seguito si diffuse in Mesopotamia ed ecco perché Baghdàd risultò spesso al centro delle avventure. I racconti risultarono impreziositi da un'origine, da un'ambientazione e da un'ispirazione così variegate.
L'epica persiana produsse intorno all'anno 1000 lo Shāh-Nāmeh, il poema più significativo scritto da Firdusi con intenti storici, religiosi, morali.
In epoca più moderna si è sottolineato anche un altro aspetto della poesia epica: essa trasmette antichi patrimoni di leggende, che celebrano la storia e i valori fondamentali di un popolo. È il caso, ad esempio, del Libro di Dede Korkut, l'epopea delle tribù turche stanziate nel secolo VIII in Asia centrale, redatta attorno al XV secolo.
Lunghissimo è il Manas, epopea dei kirghisi, tramandata oralmente. Il cavaliere dalla pelle di leopardo, scritto nel XII secolo, è il lunghissimo poema nazionale della Georgia.

## Epica indiana
Nel mondo indiano i poemi epici, chiamati itihāsa, hanno avuto e hanno tutt'oggi forti legami con la filosofia e la religione, ed essi stessi hanno influenzato queste ultime. I poemi epici principali sono il Mahābhārata e il Rāmāyaṇa, fondamentali per la mitologia induista ed essi stessi importanti testi sacri per questa religione.
Il Mahābhārata (in sanscrito महाभारत, lett. La grande storia dei figli di Bharata), nella maggiore edizione pervenuta ai giorni nostri, consta di circa 110.000 strofe (corrispondenti a quattro volte la Bibbia, o a sette volte Iliade e Odissea messe insieme).
Il Rāmāyaṇa (dal sanscrito रामायण, lett. il viaggio - ayana- di Rāma), narra le avventure di Rāma, avatar di Visnù.

## Epica africana
L'epica africana è variegata almeno a quanto lo sviluppo composito delle popolazioni continentali, ma soffre di una certa frammentazione, visto che raramente è stata conservata in forma scritta e spesso ha risentito negativamente dei contatti e dell'influenza degli invasori bianchi.
La popolazione sudanese degli Joruba sviluppò prima della conquista europea una florida cultura artistica, che architettò una cosmogenesi fantasiosa ma ricca di innesti realistici e comici, come è spesso frequente nei miti dei popoli primitivi.
La popolazione sudanese dei Tim affrontò un mito africano del diluvio. Anche per loro la siccità era una punizione divina, causata però, questa volta, da un elefante. Alla solennità del racconto biblico i Tim contrapposero invece un tono quasi giocoso, ma non privo di intenti educativi e formativi.
I Dama, una popolazione dell'Africa sud-occidentale elaborò invece, tra gli altri, un mito sull'introduzione del fuoco, che qui assunse una grande rilevanza religiosa e fu considerato come la fonte della vita.
Anche tra i Pigmei l'epica cercò sia di rispondere alle domande fondamentali che da sempre assillano gli uomini, come ad esempio l'origine della morte, qui innescata dall'errore di una rana, sia di spiegare i passaggi epocali, come quello della fase dalla caccia fino all'agricoltura, cioè dell'uomo cacciatore-raccoglitore che diventa poi agricoltore.
I Bantù descrissero il rito dell'uccisione del re al quale collaborava la stessa moglie. Probabilmente volevano evitare che il re decadesse invecchiando e con lui anche il popolo. Il rito si ricollegava ad antiche credenze religiose e l'epica tendeva a giustificarle e autorizzarle. Gli stessi Bantù raccontarono come, astutamente, gli uomini ribaltarono una struttura sociale basata sul matriarcato.
Alla cultura del Senegambia in Africa occidentale appartiene l' Epopea di Sundiata.

## Epica amerinda
L'epica mitologica dei nativi americani in generale ebbe lo scopo di codificare il sistema di credenze del gruppo, di rivelare le origini del mondo e della cultura, di fondare le sacre cerimonie, di stabilire le regole morali.
Tra gli indiani d'America gli Irochesi tramandarono per molte generazioni l'epica sull'origine delle costellazioni denominate e assomiglianti, come in Occidente, ad animali.
Gli Eschimesi, come d'altronde molte altre tribù indiane, spiegarono l'origine del sole e della luna attraverso la storia di un incesto di cui si rendono colpevoli un fratello e una sorella.
Per quanto riguarda il sud America due sono le epiche che svettano per l'ingegnosità e la complessità: una fu realizzata dai Maya, s'intitolò Popol Vuh e si può definire come una piccola grandiosa Bibbia; l'altra fu composta a sfondo religioso e politico dagli Incas e si fondava su profetici rinnovamenti dell'impero avvolti in un'atmosfera prodigiosa e misteriosa.
Esempi di poesia epica amerinda e latinoamericana includono: Leaves of Grass (1855) di Walt Whitman, El gaucho Martín Fierro (1872) di José Hernández, Cantos (1925) di Ezra Pound, Helen in Egypt (1961) di H.D., Canto general (1950) di Pablo Neruda e Omeros (1990) di Derek Walcott.

## Epica oceaniana
Dalle isole Marianne gli indigeni elaborarono un'epica mitologica tendente a spiegare l'origine del mondo e dell'umanità. L'epica spiegò che la serpe fu la causa della differenza delle lingue umane.
Dalle Filippine l'epica degli Ifugao conservò il ricordo di un antico rito in cui le divinità venivano placate con sacrifici umani. Lo stesso racconto condannò questo rito definendolo superato da forme religiose più civili. Sempre dalle Filippine i Tinguian scrissero un'epica a sfondo magico-religioso descrivente l'immortalità dell'uomo. L'ombra dei morti, uno spirito più che un'anima, però è assetato di vita e perciò anche di sangue. I riti magici narrati servivano proprio a difendere il vivo dall'avidità dei morti.
Una buona parte dell'epica oceaniana è però dedicata alla origine della navigazione che appare a sfondo magico-religioso.